# Le Journal de Dominique
Pour plus de détails, voir Fiche technique et Distribution.
Le Journal de Dominique est un documentaire français réalisé par Cyril Mennegun, sorti en 2007.

## Synopsis
Gardienne de HLM, Dominique retranscrit les souvenirs et le quotidien grevé par la solitude des habitants de sa cité.
Dominique Bourgon est gardienne d’un immeuble HLM dans le quartier des Glacis à Belfort. Elle fait ce qu’elle a à faire : nettoyer, s’occuper des réparations et des déménagements… Sans plus. Car ce qu’elle aime, c'est écrire, retranscrire la solitude, les souvenirs et les sentiments de ses voisins, dont les vies sont désormais empilées dans le béton. Entre deux coups de chiffon, elle rencontre certains d’entre eux, stylo à la main : Doudou, qui souffre d’être loin de sa terre d’origine, le Sénégal, Florence, jeune femme venant de la DDASS, et son ami Olivier qui tente de se réadapter à la vie sociale, Colette qui pleure son mariage raté… Autant de confidences, d’histoires singulières ou banales, captées le temps d’une rencontre intime, de portraits qui se croisent délicatement, au rythme de la prose de Dominique, mélange d’hyperréalisme et poésie.

## Fiche technique
- Titre : Le Journal de Dominique
- Réalisation : Cyril Mennegun
- Assistant réalisateur : Julie Perris
- Narration : Dominique Bourgon
- Musique : Gonzales
- Photographie : Thomas Letellier
- Montage : Valérie Brégaint
- Son : Jean Claude Brisson
- Production : Bruno Nahon
- Sociétés de production : Zadig Productions
- Pays :  France
- Genre : documentaire
- Durée : 52 minutes
- Format : Vidéo 4/3
- Date de sortie : 11 janvier 2007

## Solitudes du grand ensemble
À fleur d’émotion, ce documentaire tisse une galerie de portraits d’hommes et de femmes dont les solitudes et les failles se côtoient dans le béton d’un grand ensemble. Grave et lumineux, le film évite habilement le misérabilisme par une narration subtile, alliant des plans rapprochés sur les visages et sur la main de Dominique qui écrit, des saynètes poétiques et des séquences d’ambiance. Mais c’est surtout l’écriture, magnifique, de Dominique qui creuse une juste distance : une transposition intelligente et sensible du quotidien, qui, par la magie des mots, redonne valeur et profondeur à des vies exilées par la société sur des îlots solitaires.[non neutre]

## Distinctions
- Sélection Festival du film de Dieppe (HC) 2008.
- Sélection Mois du film Documentaire 2007.
- Sélection officielle du festival international de Clermont-Ferrand « Traces de vies » 2007.